# Аллестри
Аллестри (англ. Allestree) — один из двадцати семи районов города Дерби, Англия, расположенный примерно в двух милях к северу от центра Дерби, является самым северным пригородом, на юге граничит с районом Макворт, на западе — с районом Аббатство Дарли. К северу от Аллестри находится деревня Барли-хилл, известная археологическими находками.

## История
Впервые селение упоминалось в 1086 году под названием Аделардестре (Adelardestreu) как окраина поместья Маркатон, которым владел Гуго д'Авранш. Известно, что до этого поселение представляло собой деревушку из разрозненных домов и входило в состав владений герцога Нортумбрийского. После Нормандского вторжения местечко было даровано Генриху де Феррьеру в качестве части награды за участие во вторжении, а позже перешло к семейству Туше из Маркатона.
В XII веке поместьем Аллестри завладело аббатство Дарли, впоследствии сдав в аренду всё тем же Туше. 
В 1519 году Аллестри вместе с Маркатоном и Маквортом выкупил у барона Одли сэр Джон Манди.
В начале XIX века был построен Аллестри-Холл, вокруг него раскинулся Аллестри-парк. В 1928 году парк был приобретён компаниями Derwent Buildings Ltd и Offilers Brewery Ltd, планировавшими застроить его жильём и обустроить поле для гольфа. Во время Второй мировой войны парк был реквизирован военными для проведения военных и пожарных учений. После войны, в 1947 году, парк был выкуплен корпорацией Дерби и сохранён для горожан.